# Hjälparen (TV-film)
Hjälparen är en samhällskritisk svensk TV‑film av Jan Myrdal och Rune Hassner. Rune Hassner anges som regissör, men filmen förmedlar Jan Myrdals uppfattningar. Hjälparen hade premiär 9 februari 1968. Filmen spelades in på Kuba sommaren 1967. Inspelningen skedde i samarbete med Instituto Cubano de Arte e Industria Cinematográficos.
Satiren i Hjälparen riktas mot nykolonialt biståndsarbete. Titelrollen, spelad av Dag Lindberg, är tjänsteman i den fiktiva hjälporganisationen ICOCOSCARE.